# Olive Borden
Olive Borden, geboren als Sybil Tinkle (Richmond (Virginia), 14 juli 1906 - Los Angeles (California), 1 oktober 1947) was een Amerikaans actrice.

## Biografie
Borden werd voor het eerst opgemerkt toen ze aan de zijde van Mack Sennett te zien was in 1924 en kreeg dan ook niet veel later een contract bij Fox Film Corporation, nadat ze in 1925 werd uitgeroepen tot een van de WAMPAS Baby Stars. Ze speelde in films vaak de aantrekkelijke vrouw en werkte samen met onder andere John Ford, Howard Hawks en Leo McCarey. Bij de komst van de geluidsfilm, werd Borden vooral gecast als "de moderne vrouw". Haar laatste film werd in 1934 uitgebracht.
Vervolgens kreeg ze veel problemen in haar persoonlijke leven. Ze raakte betrokken in meerdere affaires, werd misbruikt en had last van stress. Dit alles leidde tot haar dood in 1947, toen ze dood werd aangetroffen in een hotelkamer. Borden stierf aan een maagkwaal.
- Bibliothèque nationale de France: cb16278364s (data)
- Gemeinsame Normdatei: 141752297
- International Standard Name Identifier: 0000 0001 1873 4828
- Library of Congress Control Number: no2006106149
- SNAC: w6j98038
- Système universitaire de documentation: 231358490
- Virtual International Authority File: 16985791
- WorldCat: E39PBJxrT89BWPHP8cQ8JT78md